# Офіційний спостерігач
Офіційний спостерігач — суб'єкт виборчого (референдумного) процесу, особа, правомочна вести спостереження за ходом голосування, підрахунком голосів, іншою діяльністю учасників виборів (референдуму) в період голосування та при встановленні їхніх результатів.
Спостерігати за ходом виборів можна як на офіційній основі, пройшовши необхідну процедуру акредитації, так і неофіційно. Проте саме офіційні спостерігачі мають свій правовий статус, тобто повноваження, права та обов'язки.
Офіційні спостерігачі не можуть чинити вплив на перебіг виборчого процесу та його результати. Їхня місія полягає у формуванні незалежного, незаангажованого уявлення про законність виборчого процесу та донесення такого уявлення до особи чи організації, яка висунула (запросила) спостерігача.
Практика спостереження за виборами розповсюджена у демократіях, що розвиваються. На основі висновків офіційних спостерігачів складається усталена думка щодо розвиненості демократичних інститутів і традицій у країні.

## Класифікація офіційних спостерігачів
Спостерігачів можна поділити за:
типом плебісциту, в якому беруть участь:
1. спостерігачі на парламентських виборах
2. на виборах глави держави
3. на місцевих виборах
4. на всенародному референдумі
5. на місцевому референдумі
6. на іншому виді плебісциту;

тривалістю мандату:
1. довгострокові (на весь час виборчої кампанії)
2. короткострокові (як правило, тільки на день/дні голосування);

заангажованістю:
1. спостерігачі від партій, кандидатів, інших учасників даного виборчого процесу
2. спостерігачі від організацій, що не користуються пасивним виборчим правом на цих виборах;

рівнем суб'єкта, від чийого імені виступає спостерігач:
1. спостерігачі від місцевих кандидатів, організацій
2. від загальнодержавних кандидатів, організацій
3. від міжнародних, іноземних організацій:
  - створених спеціально для моніторингу виборів
  - тих, що побічно виконують цю функцію (у тому числі іноземних держав).

## Міжнародна організація діяльності офіційних спостерігачів
Практика місії офіційних спостерігачів набула великого поширення у регіоні ОБСЄ. З метою розробки методології спостерігання утворено Бюро з демократичних інститутів та прав людини (OSCE/ODIHR). Мандат цієї організації передбачає довгострокове спостереження за виборчим процесом.
Щоб зробити висновки про хід виборчого процесу, офіційний спостерігач має враховувати різні періоди виборчого циклу — від реєстрації виборців і кандидатів протягом виборчої кампанії до заключної стадії виборів та підрахунку голосів, оголошення результатів і вступу на посаду обраного кандидата. Передбачається можливість функціонування і короткострокових офіційних спостерігачів, присутніх переважно в день виборів. Відповідно до «Посібника зі спостереження за виборами ОБСЄ/БДІПЛ» (Варшава, 1997; п'яте видання — 2006 р.) офіційний спостерігач повинен мати гарантії щодо можливості виконувати свої обов'язки, а саме:
- отримувати акредитацію за допомогою спрощеної, вільної від дискримінації, процедури;
- оцінювати необхідну кількість спостерігачів, яка не підлягає обговоренню з урядом, що запрошує;
- зустрічатися з представниками всіх партій та людьми, обраними методом випадкової вибірки;
- отримувати інформацію про процес виборів від влади всіх рівнів;
- отримувати дозвіл виїжджати в усі регіони країни впродовж усіх виборів і безпосередньо в день виборів;
- мати безперешкодний доступ до виборчих пунктів і центрів з підрахунку голосів на території усієї країни;
- мати право на публічні заяви[3].

Організацію спостережень за виборами в Азербайджані, Білорусі, Вірменії, Казахстані, Киргизстані, Молдові, Російській Федерації, Таджикистані, а також близькому зарубіжжі здійснює Міжнародний інститут моніторингу розвитку демократії, парламентаризму та дотримання виборчих прав громадян держав-учасниць Міжпарламентської Асамблеї СНД (через Виконавчий комітет Співдружності).
Свої місії офіційних спостерігачів також мають такі міжнародні організації, як Міжнародна неурядова організація «CANADEM», Європейська мережа організацій зі спостереження за виборами (ENEMO), Фонд Конрада Аденауера, Парламентська Асамблея НАТО, Європейський Парламент, Міжнародна організація зі спостереження за виборами «CIS-EMO», інші, а також окремі іноземні країни, зацікавлені в безпосередньому спостереженні за політичним процесом.

## Офіційні спостерігачі на виборах в Україні
Правовий статус офіційних спостерігачів урегульовано розділом IX Виборчого кодексу України.
Так, у виборчому процесі можуть брати участь офіційні спостерігачі від кандидатів, партій (організацій партій) — суб'єктів виборчого процесу, від громадських організацій.
Офіційні спостерігачі від іноземних держав та міжнародних організацій можуть вести спостереження за ходом виборчого процесу. Міжнародний спостерігач не є суб'єктом виборчого процесу.
Офіційним спостерігачем не може бути:
1. особа, яка є громадянином (підданим) держави, визнаної Верховною Радою України державою-агресором або державою-окупантом;
2. особа, пропозиції стосовно якої ініційовано або внесено державою, визнаною Верховною Радою України державою-агресором або державою-окупантом;
3. член виборчої комісії;
4. посадова або службова особа органу виконавчої влади, органів прокуратури або суду, правоохоронних органів, інших державних органів, органів влади Автономної Республіки Крим чи органів місцевого самоврядування;
5. військовослужбовець, поліцейський, співробітник Служби безпеки України, особа рядового чи начальницького складу Державної кримінально-виконавчої служби України;
6. особа, яка проходить альтернативну (невійськову) службу;
7. особа, яка має судимість за вчинення тяжкого або особливо тяжкого злочину, злочину проти виборчих прав громадян чи корупційного злочину, що не погашена або не знята в установленому законом порядку.

Офіційний спостерігач від суб'єкта виборчого процесу, громадської організації здійснює спостереження за виборами у межах відповідного територіального округу, в якому він зареєстрований як спостерігач. Офіційний спостерігач від громадської організації, зареєстрований Центральною виборчою комісією, здійснює спостереження за виборами на всій території загальнодержавного округу.
Виборча комісія, яка зареєструвала офіційного спостерігача, може достроково припинити його повноваження у разі встановлення фактів грубого або систематичного порушення ним Конституції України та законів України.

### Офіційні спостерігачі від іноземних держав, міжнародних організацій
Офіційні спостерігачі від іноземних держав, міжнародних організацій реєструються Центральною виборчою комісією. Вони не можуть бути громадянами України. Проте, громадяни України або іноземці чи особи без громадянства, які володіють українською мовою, можуть супроводжувати таких офіційних спостерігачів виключно для виконання функцій перекладача.
Офіційний спостерігач від іноземної держави, міжнародної організації має право:
1) бути присутнім на зустрічах кандидатів, їх довірених осіб, представників, уповноважених осіб партій (організацій партій) — суб'єктів виборчого процесу з виборцями, на передвиборчих зборах, мітингах, засіданнях виборчих комісій;
2) ознайомлюватися з матеріалами передвиборчої агітації;
3) бути присутнім на засіданнях, перебувати у приміщеннях дільничних, окружних, територіальних виборчих комісій, спостерігати з будь-якої відстані за діями членів виборчої комісії, у тому числі під час видачі виборчих бюлетенів виборцям, підрахунку голосів, встановлення підсумків голосування, не заважаючи при цьому членам виборчої комісії фізично;
4) здійснювати фото-, відеозйомку та аудіозапис без порушення при цьому таємниці голосування виборців;
5) після проведення виборів висловлювати свої пропозиції щодо організації проведення відповідних виборів та вдосконалення законодавства України з урахуванням міжнародного досвіду, проводити прес-конференції;
6) утворювати разом з іншими спостерігачами від іноземних держав, міжнародних організацій тимчасові групи спостерігачів для координації їхньої діяльності;
7) отримувати копії протоколів, інших документів.

### Офіційні спостерігачі від громадських організацій
Не більше двох офіційних спостерігачів від громадської організації може бути зареєстровано Центральною виборчою комісією, інші офіційні спостерігачі від громадської організації реєструються відповідною окружною або територіальною виборчою комісією. Реєстрація здійснюється за поданням керівника громадської організації.
Офіційний спостерігач від громадської організації має право:
1) бути присутнім на засіданнях окружної, територіальної (територіальних), дільничних виборчих комісій відповідного територіального виборчого округу;
2) бути присутнім на зустрічах кандидатів, їх довірених осіб, представників, уповноважених осіб партій (організацій партій) — суб'єктів виборчого процесу з виборцями, на передвиборчих зборах, мітингах;
3) перебувати на виборчих дільницях під час голосування, спостерігати з будь-якої відстані за діями членів виборчої комісії, у тому числі під час видачі виборчих бюлетенів виборцям і підрахунку голосів виборців на виборчій дільниці та встановленні підсумків голосування, не заважаючи при цьому членам виборчої комісії фізично;
4) здійснювати фото-, відеозйомку та аудіозапис без порушення при цьому таємниці голосування виборців;
5) бути присутнім під час голосування виборців за місцем їх перебування;
6) звертатися до виборчих комісій в межах відповідного територіального округу із заявою чи скаргою щодо усунення порушень у разі їх виявлення;
7) скласти акт про виявлення порушень, що підписується ним та не менш як двома виборцями, які засвідчують факт такого порушення, із зазначенням їхніх прізвищ, імен, по батькові, місця проживання та адреси житла, та подати його до відповідної виборчої комісії чи до суду;
8) вживати необхідних заходів у межах законодавства щодо припинення протиправних дій під час голосування та підрахунку голосів виборців на виборчій дільниці;
9) отримувати копії протоколів та інших документів;
10) реалізовувати інші права, передбачені для офіційних спостерігачів.
Офіційний спостерігач від громадської організації не має права:
 — втручатися в роботу виборчої комісії, чинити дії, що порушують хід виборчого процесу або перешкоджають членам виборчої комісії здійснювати свої повноваження;
 — заповнювати замість виборця (у тому числі на його прохання) виборчий бюлетень;
 — бути присутнім при заповненні виборцем виборчого бюлетеня у кабіні (кімнаті) для таємного голосування або іншим чином порушувати таємницю голосування.

## Критика
Міжнародним організаціям, або їхнім відділенням, що займаються моніторингом виборів, ставиться в провину те, що вони беруть на себе «непосильне надзавдання» — давати оцінку політичним процесам в суверенних державах за результатами спостереження за національними виборами.
Помічаються вагомі перекоси в роботі таких організацій; відзначається, що вони переслідують політичні, а не гуманітарні цілі. Їхні держави-спонсори, по суті, витрачають марно гроші своїх платників податків, оскільки число конкретних рекомендацій за результатами виборів зменшується, а стан виконання міжнародних зобов'язань, за оцінками тих же спостерігачів, стає все гіршим.